# Tanfield
Tanfield är en ort i civil parish Stanley, i kommunen Durham Storbritannien. Den ligger i grevskapet Durham och riksdelen England, i den centrala delen av landet, 400 km norr om huvudstaden London. Tanfield ligger 191 meter över havet och antalet invånare är 1 659. Tanfield var en civil parish 1866–1937 när blev den en del av Stanley, Consett och Lamesley. Civil parish hade 9 236 invånare år 1931.
Terrängen runt Tanfield är platt åt sydost, men åt nordväst är den kuperad. Runt Tanfield är det tätbefolkat, med 735 invånare per kvadratkilometer. Närmaste större samhälle är Newcastle upon Tyne, 10,9 km nordost om Tanfield. I omgivningarna runt Tanfield växer i huvudsak blandskog.